# 에티오피아 내전
에티오피아 내전은 1974년 9월 12일 마르크스주의를 표방하는 데르그가 황제 하일레 셀라시에 1세에 대항하여 쿠데타를 일으킴에 따라 발생하였다. 이는 에티오피아 인민혁명전선(EPRDF)때까지 계속되었으며, 반란군 연합은 1991년 정권을 전복시켰다.이 전쟁은 230,000-1,400,000명의 사망자를 남겼다.